# Jens Gaiser
Jens Gaiser, né le 15 août 1978 à Baiersbronn, est un coureur allemand du combiné nordique. Son plus grand résultat est une médaille d'argent par équipes aux Jeux olympiques de Turin 2006.

## Biographie
Il est membre du club SV Mitteltal-Obertal, à Baiersbronn. En 1997, il est vice-champion du monde junior par équipes, puis prend part aux Championnats du monde sénior la même année, puis à sa première course de Coupe du monde à Oslo, où il marque ses premiers points avec une 13e place. Il s'illustre sur le Grand Prix d'été en 1998, terminant deuxième du classement final. Dans la Coupe du monde, il obtient son premier top dix en décembre 2001, à Lillehammer, prenant la quatrième place, soit aussi son meilleur résultat individuel. Un mois plus tard, il est troisième de l'épreuve par équipes à Val di Fiemme, soit son unique podium dans la compétition.
Aux Jeux olympiques de Salt Lake City en 2002, il ne prend part qu'au sprint, pour une 19e place finale. 
En 2003, alors qu'il sort d'une saison de Coupe du monde avec un top dix à son actif, il domine pour la seule fois de sa carrière un classement général, celui du Grand Prix. Il confirme ce résultat par un meilleur classement en Coupe du monde en 2003-2004, 17e et cinq top dix.
En 2005-2006, il collectionne trois sixièmes places à Lillehammer, Ruhpolding et Harrachov, avant que pour sa dernière compétition majeure, les Jeux olympiques de Turin, il gagne la médaille d'argent en compagnie de champions que sont Björn Kircheisen, Georg Hettich et Ronny Ackermann.
En 2007, après avoir manqué la sélection pour les Championnats du monde 2007, il prend sa retraite sportive.

## Résultats

### Jeux olympiques
| Épreuve / Édition | Épreuve / Édition | Salt Lake City 2002 | Turin 2006 |
| Sprint            | Sprint            | 19e                 | -          |
| Gundersen         | Gundersen         | -                   | -          |
| Par équipes       | Par équipes       | -                   | Argent     |

### Championnats du monde
| Épreuve / Édition | Épreuve / Édition | Trondheim 1997                   | Ramsau 1999 |
| Sprint            | Sprint            | Épreuve inexistante à cette date | 31e         |
| Gundersen         | Gundersen         | 23e                              | -           |
| Par équipes       | Par équipes       | 6e                               | 6e          |

### Coupe du monde

#### Classements en Coupe du monde
| Année     | Classement général final |
| 1997-1998 | 48e                      |
| 1998-1999 | 45e                      |
| 1999-2000 | 47e                      |
| 2000-2001 | 37e                      |
| 2001-2002 | 18e                      |
| 2002-2003 | 24e                      |
| 2003-2004 | 17e                      |
| 2004-2005 | 32e                      |
| 2005-2006 | 15e                      |
| 2006-2007 | 42e                      |

#### Détail du podium par équipe
| Édition | Épreuve                        | Coéquipiers                          | Place |
| ------- | ------------------------------ | ------------------------------------ | ----- |
| 2002    | Val di Fiemme (K95 - 3 × 5 km) | Sebastian Haseney et Ronny Ackermann | 3e    |

#### Détail des résultats
| Place / Épreuve | Place / Épreuve | Gundersen | Sprint | Mass Start | Team Sprint | Relais | Total |
| 1re place       |                 |           |        |            |             |        |       |
| 2e place        |                 |           |        |            |             |        |       |
| 3e place        | 3e place        |           |        |            |             | 1      | 1     |
| Top 10          | Top 10          | 6         | 5      | 2          |             | 4      | 17    |
| Points          | Points          | 36        | 41     | 7          |             | 4      | 88    |
| Départ          | Départ          | 43        | 51     | 10         |             | 4      | 108   |

### Coupe du monde B

#### Classements en Coupe du monde B
| Année     | Classement général final |
| 1996-1997 | 42e                      |
| 1997-1998 | 22e                      |

#### Détail des podiums individuels
| Édition | Épreuve                                            | Place |
| ------- | -------------------------------------------------- | ----- |
| 2000    | Garmisch-Partenkirchen (Gundersen – K 120 / 15 km) | 1re   |
| 2000    | Calgary (Gundersen – K 90 / 15 km)                 | 3e    |
| 2000    | Calgary (Sprint – K 90 / 7,5 km)                   | 3e    |
| 2005    | Baiersbronn (Gundersen – HS 90 / 15 km)            | 3e    |
| 2007    | Chaux-Neuve (Sprint – HS 100 / 7,5 km)             | 1re   |
| 2007    | Chaux-Neuve (Gundersen – HS 100 / 15 km)           | 2e    |

#### Détail du podium par équipe
| Édition | Épreuve                        | Coéquipiers                         | Place |
| ------- | ------------------------------ | ----------------------------------- | ----- |
| 2005    | Val di Fiemme (K95 - 3 × 5 km) | Jens Kaufmann et Stephan Münchmeyer | 2e    |

### Grand Prix d'été

#### Classements lors du Grand Prix d'été
| Année | Classement général final |
| 1998  | 2e                       |
| 1999  | 8e                       |
| 2000  | 26e                      |
| 2001  | 3e                       |
| 2002  | 6e                       |
| 2003  | 1er                      |
| 2004  | 23e                      |
| 2005  | 5e                       |
| 2006  | 56e                      |

#### Détail des podiums individuels
| Édition | Épreuve                                      | Place |
| ------- | -------------------------------------------- | ----- |
| 2002    | Klingenthal (Gundersen – K 80 / 16 km)       | 3e    |
| 2003    | Villach (Gundersen – K 90 / 15 km)           | 2e    |
| 2003    | Steinbach-Hallenberg (Sprint – K 120 / 9 km) | 1re   |

### Championnats du monde junior
| Épreuve / Édition    | Épreuve / Édition    | Canmore 1997 |
| Gundersen individuel | Gundersen individuel | -            |
| Par équipes          | Par équipes          | 2e           |

### Championnat d'Allemagne
| Épreuve / Édition | 1999 | 2000                             | 2001                             | 2002                             | 2003                             | 2004                             | 2005                             | 2006                             |
| Hiver             |      | Épreuve inexistante à cette date | Épreuve inexistante à cette date | Épreuve inexistante à cette date | Épreuve inexistante à cette date | Épreuve inexistante à cette date | Épreuve inexistante à cette date | Épreuve inexistante à cette date |
| Eté               |      | 4e (Sprint) 4e (Gundersen)       | 3e (Sprint) 3e (Gundersen)       | 1er (Sprint) 3e (Gundersen)      | 2e (Sprint) 2e (Gundersen)       | 3e (Sprint) 6e (Gundersen)       | 1er (Sprint) 4e (Gundersen)      | 5e (Sprint) 7e (Gundersen)       |